# Claire Braud
Pour les articles homonymes, voir Braud.
Claire Braud est une auteure française de bandes dessinées, née en 1981.

## Biographie
Diplômée des Beaux-arts d'Angers, Claire Braud travaille le dessin sous diverses formes : bande dessinée, illustration, storyboard. 
Sa première bande dessinée, intitulée Mambo (L'Association) paraît en 2011. Claire Braud reçoit pour ce livre le prix Artémisia de la bande dessinée en 2012.
En 2016, en s'appuyant sur le travail d'enquête de Nicolas Jounin, Claire Braud publie Chantier interdit au public,,. Il fait partie des six premiers ouvrages de la collection Sociorama lancée par Casterman en 2016.
En 2022, Claire Braud publie La forêt : une enquête buissonnière chez Casterman,.
En 2024, Claire Braud publie La chiâle chez Dupuis,.

## Œuvres
- BD Jazz, Tome 4, Billie Holiday Editions Nocturne, 2003.
- BD Voices, Tome 2, Mills Brothers Editions Nocturne, 2006.
- collectif chanson [Olympia Alberti, Philippe Richard, Michel Troadec, et al.] (ill. Claire Braud), Le bel aujourd'hui de la chanson, Saint-Cyr-sur-Loire, C. Pirot, coll. « Chanson », 2008, 182 p. (ISBN 978-2-86808-264-0)
- BD Classic, Tome 10, Saint-Saëns, Editions Nocturne, 2010  (ISBN 978-2-84907-390-2)
- Claire Braud, Mambo, Paris, L'association, coll. « & », 2011, 76 p. (ISBN 978-2-84414-419-5)
- Olivier de Solminihac (ill. Claire Braud), Le dragon dans les dunes, Paris, L'école des loisirs, coll. « Mouche », 2013, 102 p. (ISBN 978-2-211-21259-5)
- Claire Braud, Alma, Paris, L'association, coll. « & », 2014, 132 p. (ISBN 978-2-84414-499-7)
- Claire Braud, d'après une enquête de Nicolas Jounin, Chantier interdit au public, Bruxelles, Casterman, coll. « Sociorama », 2016, 163 p. (ISBN 978-2-203-09528-1)
- Claire Braud, Un poney à Paris, Paris, L'école des loisirs, 2021 (ISBN 978-2-211-30533-4)
- Claire Braud, La forêt : une enquête buissonière, Bruxelles, Casterman, 2022, 203 p. (ISBN 978-2-203-21156-8)
- Claire Braud, La chiâle, Paris, Dupuis, 2024, 216 p.

## Récompense
- 2012 : prix Artémisia de la bande dessinée féminine avec Mambo[3]